# Takeshi Kimura

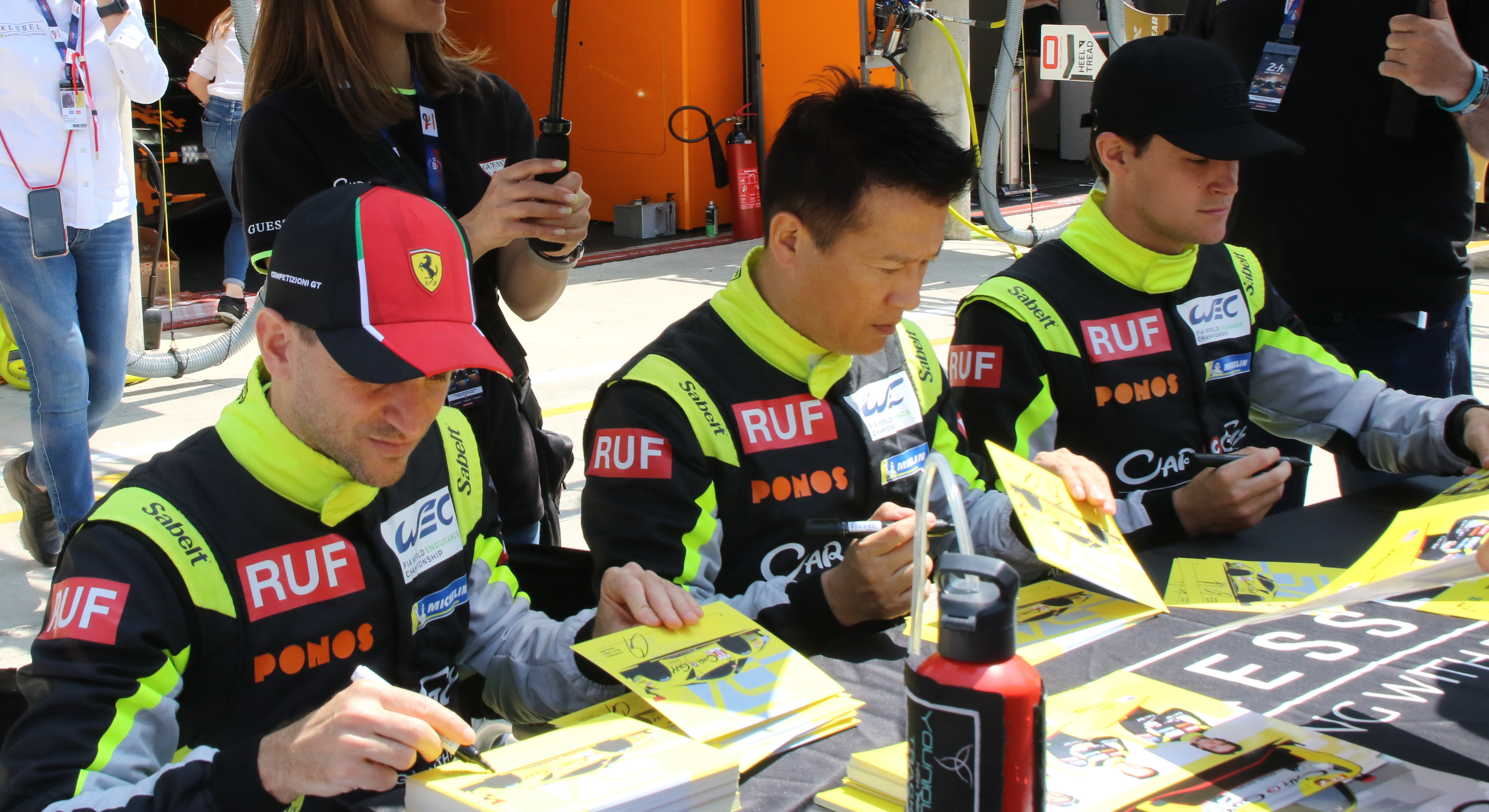
Takeshi Kimura (Mitte) mit Daniel Serra (links) und Scott Huffaker 2023 in Le Mans

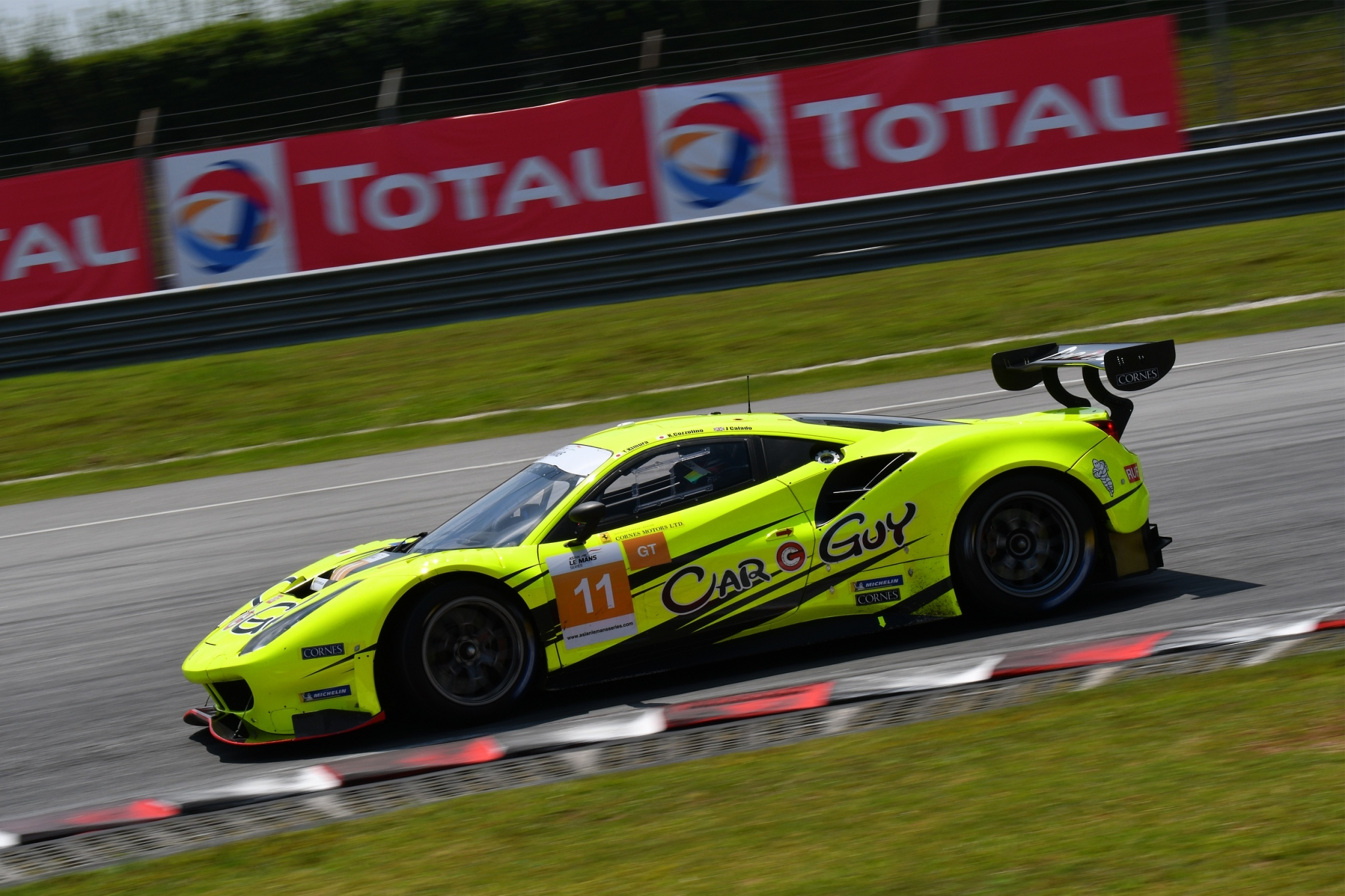
Der Ferrari 488 GT3 von Kei Cozzolino, James Calado und Takeshi Kimura beim 4-Stunden-Rennen von Sepang 2019

Takeshi Kimura (* 22. Oktober 1970 in Tokio) ist ein japanischer Unternehmer und Autorennfahrer.

## Karriere als Rennfahrer
Das erste Antreten von Takeshi Kimura beim 24-Stunden-Rennen von Le Mans zählte zu den vielen spannenden Geschichten um das traditionelle Langstreckenrennen in Frankreich. Kimura, der in Tokio in der Finanzdienstleistung arbeitete, begann Mitte der 2000er-Jahre in seiner Freizeit mit dem Motorsport.
2015 wurde aus den sporadischen Einsätzen eine respektable Karriere. Er startete erst in der Lamborghini Super Trofeo Asia und danach in der asiatischen Ferrari Challenge. Im Oktober 2018 kam Takeshi Kimura auf Einladung der Rennabteilung von Ferrari nach Maranello, um einen Ferrari 488 GT3 Probe zu fahren. Gespräche mit den Ferrari-Technikern und eine Broschüre über die Le-Mans-Tradition von Ferrari weckten sein Interesse für dieses 24-Stunden-Rennen. Um eine Teilnahme am Rennen zu erreichen, handelte er mit dem Ferrari-Geschäftsführer Louis Camilleri einen Deal aus. Wenn Ferrari ihn bei den Rennen der Asian Le Mans Series technisch und logistisch unterstützt – die Klassensieger dieser Rennserie erhalten vom Automobile Club de l’Ouest automatisch eine Einladung zum 24-Stunden-Rennen –, kauft er einen neuen Ferrari 488 GT3.
Das italienische Rennteam AF Corse bereitete den Wagen für den Renneinsatz vor. Zur Arbeit der Techniker von AF Corse äußerte sich der Teamkollege von Takeshi Kimura, Kei Cozzolino, wie folgt: Normalerweise kauft man ein Auto, prüft es, kümmert sich um das Setup und nimmt dann am Rennen teil. AF Corse schaffte es hingegen, von Beginn an alles perfekt vorzubereiten. Wir mussten einfach nur normal fahren, ohne dabei Fehler zu begehen, und die Ergebnisse stellten sich automatisch ein. Unterstützt vom britischen Profi-Rennfahrer James Calado gewannen Kimura und Cozzolino bei allen vier Rennen der Asian Le Mans Series 2018/19 die GT-Klasse und sicherten sich die Teilnahme beim 24-Stunden-Rennen von Le Mans 2019.
Zur Vorbereitung auf das 24-Stunden-Rennen trainierte Kimura fünf Tage lang mit dem Einsatzwagen, einem Ferrari 488 GTE, auf der Rennstrecke von Monza, da der GTE im Unterschied zum GT3 keine Fahrhilfen (unter anderem kein Antiblockiersystem) hatte und schwieriger zu fahren war. Obwohl ihn eine akute Bronchitis plagte, erreichte er mit Cozzolino und dem Franzosen Côme Ledogar als Partner nach einer fehlerlosen Fahrt das Ziel. Der fünfte Platz in der LMGTE-Klasse war der 35. Rang im Gesamtklassement. Der zweite Start endete 2020 nach einem Aufhängungsbruch am Ferrari frühzeitig.

## CarCuy Supercar Club
Gemeinsam mit anderen wohlhabenden Japanern gründete Kimura den CarGuy supercar club für Besitzer von Supersportwagen. Der Club organisiert für seine Mitglieder Rennveranstaltungen.

## Ein Ferrari F40 im Winter
Für das Red Bull Medienprojekt A Day In The Life fuhr Takeshi Kimura 2016 mit seinem mit Schneeketten ausgestatteten Ferrari F40 sowie mit Gepäck und Ski auf dem Dach auf schneebedeckten Straßen in den Ryuko Ski Park von Nagano.

## Statistik

### Le-Mans-Ergebnisse
| Jahr | Team             | Fahrzeug            | Teamkollege      | Teamkollege         | Platzierung | Ausfallgrund |
| ---- | ---------------- | ------------------- | ---------------- | ------------------- | ----------- | ------------ |
| 2019 | Car Guy Racing   | Ferrari 488 GTE     | Kei Cozzolino    | Côme Ledogar        | Rang 35     |              |
| 2020 | MR Racing        | Ferrari 488 GTE Evo | Kei Cozzolino    | Vincent Abril       | Ausfall     | Aufhängung   |
| 2021 | Kessel Racing    | Ferrari 488 GTE Evo | Mikkel Jensen    | Scott Andrews       | Ausfall     | Elektrik     |
| 2022 | Kessel Racing    | Ferrari 488 GTE Evo | Mikkel Jensen    | Frederik Schandorff | Rang 45     |              |
| 2023 | Kessel Racing    | Ferrari 488 GTE Evo | Scott Huffaker   | Daniel Serra        | Ausfall     | Unfall       |
| 2024 | Akkodis ASP Team | Lexus RC F GT3      | Jack Hawksworth  | Esteban Masson      | Rang 37     |              |
| 2025 | Kessel Racing    | Ferrari 296 GT3     | Casper Stevenson | Daniel Serra        | Rang 40     |              |

### Einzelergebnisse in der FIA-Langstrecken-Weltmeisterschaft
| Saison  | Team                         | Rennwagen                       | 1   | 2   | 3   | 4   | 5   | 6   | 7   | 8   |
| ------- | ---------------------------- | ------------------------------- | --- | --- | --- | --- | --- | --- | --- | --- |
| 2018/19 | Car Guy Racing               | Ferrari 488 GTE                 | SPA | LEM | SIL | FUJ | SHA | SEB | SPA | LEM |
| 2018/19 | Car Guy Racing               | Ferrari 488 GTE                 |     |     |     |     | 35  |     |     |     |
| 2019/20 | MR Racing                    | Ferrari 488 GTE                 | SIL | FUJ | SHA | BAH | AUS | SPA | LEM | BAH |
| 2019/20 | MR Racing                    | Ferrari 488 GTE                 |     |     |     | DNF |     |     |     |     |
| 2021    | Kessel Racing                | Ferrari 488 GTE                 | SPA | POR | MON | LEM | BAH | BAH |     |     |
| 2021    | Kessel Racing                | Ferrari 488 GTE                 |     | 22  |     | DNF | 26  | 23  |     |     |
| 2022    | Kessel Racing Team Project 1 | Ferrari 488 GTE Porsche 911 RSR | SEB | SPA | LEM | MON | FUJ | BAH |     |     |
| 2022    | Kessel Racing Team Project 1 | Ferrari 488 GTE Porsche 911 RSR |     |     | 45  |     | 30  |     |     |     |
| 2023    | Kessel Racing                | Ferrari 488 GTE                 | SEB | POR | SPA | LEM | MON | FUJ | BAH |     |
| 2023    | Kessel Racing                | Ferrari 488 GTE                 | 19  | 30  | 27  | DNF | DNF | 25  | 26  |     |
| 2024    | Akkodis ASP Team             | Lexus RC F GT3                  | KAT | IMO | SPA | LEM | SAO | AUS | FUJ | BAH |
| 2024    | Akkodis ASP Team             | Lexus RC F GT3                  | 31  | 32  | 29  | 37  | 29  | 26  | 24  | DNF |
| 2025    | Kessel Racing                | Ferrari 296 GT3                 | KAT | IMO | SPA | LEM | SAO | AUS | FUJ | BAH |
| 2025    | Kessel Racing                | Ferrari 296 GT3                 | 40  |     |     |     |     |     |     |     |